# Адам, Чарльз
Чарльз Адам (англ. Sir Charles Adam, 6 октября 1780 — 19 сентября 1853, Гринвич) — британский адмирал, первый морской лорд.
Чарльз Адам родился в семье Уильяма Адама (англ. William Adam) из БлэйрЭдема и его супруги Элеоноры, дочери Чарльза Эльфинстона, 10-го лорда Эльфинстона (англ. Charles Elphinstoun, 10-th Lord Elphinstoun).
15 декабря 1790 года в возрасте 10 лет Чарльз поступил на службу в Королевский флот, где вначале служил на Средиземном море под командованием своего дяди адмирала Джорджа Кейта Эльфинстона. В 1795 году исполняющим обязанности лейтенанта он был переведен на корабль HMS Victorious в Вест-Индии. 8 февраля 1798 года Адам был утвержден в чине лейтенанта, а уже 16 мая того же года был произведен в чин коммандера.
12 июня 1799 года Чарльз Адам был произведен в чин капитана и назначен командиром 44-пушечного фрегата HMS Sybille.
После нарушения Амьенского мира Адам был назначен 23 мая 1803 года командиром трофейного 36-пушечного фрегата HMS Chiffonne, а 27 августа 1805 года — 38-пушечного фрегата HMS Resistance, которым командовал в течение пяти лет.
В 1811—1813 годах Адам командовал 74-пушечным кораблем HMS Invincible и 98-пушечным HMS Impregnable у берегов Испании.
После окончания Наполеоновских войн с 15 декабря 1814 года по 7 февраля 1816 года и с 20 июля 1821 года по 25 мая 1825 года Адам командовал королевской яхтой HMY Royal Covereign. 27 мая 1825 года Адам был произведен в чин контр-адмирала синей эскадры, а 23 июля 1830 года — в чин контр-адмирала белой эскадры.
20 мая 1831 года Чарльз Адам был избран членом Парламента и занимал это пост до 1841 года. 1 ноября 1834 года был назначен Первым морским лордом Адмиратейства, но уже 23 декабря покинул этот пост. 10 января 1835 года Чарльз Адам был награждён орденом Бани командорского креста, а 10 января 1837 года — произведен в чин вице-адмирала синей эскадры.
25 апреля 1835 года сэр Чарльз был снова назначен на пост Первого морского лорда и занимал его до 8 сентября 1841 года. Оставив пост в Адмиралтействе, сэр Чарльз был назначен главнокомандующим Североамериканской и Вест-Индской станции и занимал этот пост в течение трёх лет, держа флаг на 74-пушечном HMS Illustrious.
24 июля 1846 года сэр Чарльз был назначен в третий раз Первым морским лордом, однако занимал этот пост менее года и был назначен губернатором Королевского Гринвичского госпиталя. 8 января 1848 года он был произведен в чин адмирала.
Сын, Вильям Патрик Адам, стал английским государственным деятелем.